# Apocalyptica
Apocalyptica este o formație symphonic metal finlandeză, înființată în 1993 în Helsinki. Membrii sunt violonceliști, din 2005 adăugându-li-se și un baterist. Trei dintre violonceliști au absolvit Academia Sibelius din Helsinki. 
Muzica lor conține elemente de muzică cultă, thrash metal și metal simfonic. Și-au dobândit faima prin preluări pentru violoncel ale unor piese Metallica, interpretând apoi și compoziții proprii. Până în prezent formația a vândut peste 4 milioane de albume.

## Membrii formației

Logo-ul Apocalyptica

Membri actuali
- Eicca Toppinen – cello (1993–prezent)
- Paavo Lötjönen – cello (1993–prezent)
- Perttu Kivilaakso – cello (1995, 1999–prezent)
- Mikko Sirén – drums (2005–prezent; membru live: 2003-2005)

Membri actuali de turnee
Frankly Perez
Foști membri
- Tipe Johnson (ex–Leningrad Cowboys) – vocal (2009–prezent)

- Antero Manninen – cello (1993–1999, membru live: 2002-2009)
- Max Lilja – cello (1993–2002)

## Discografie

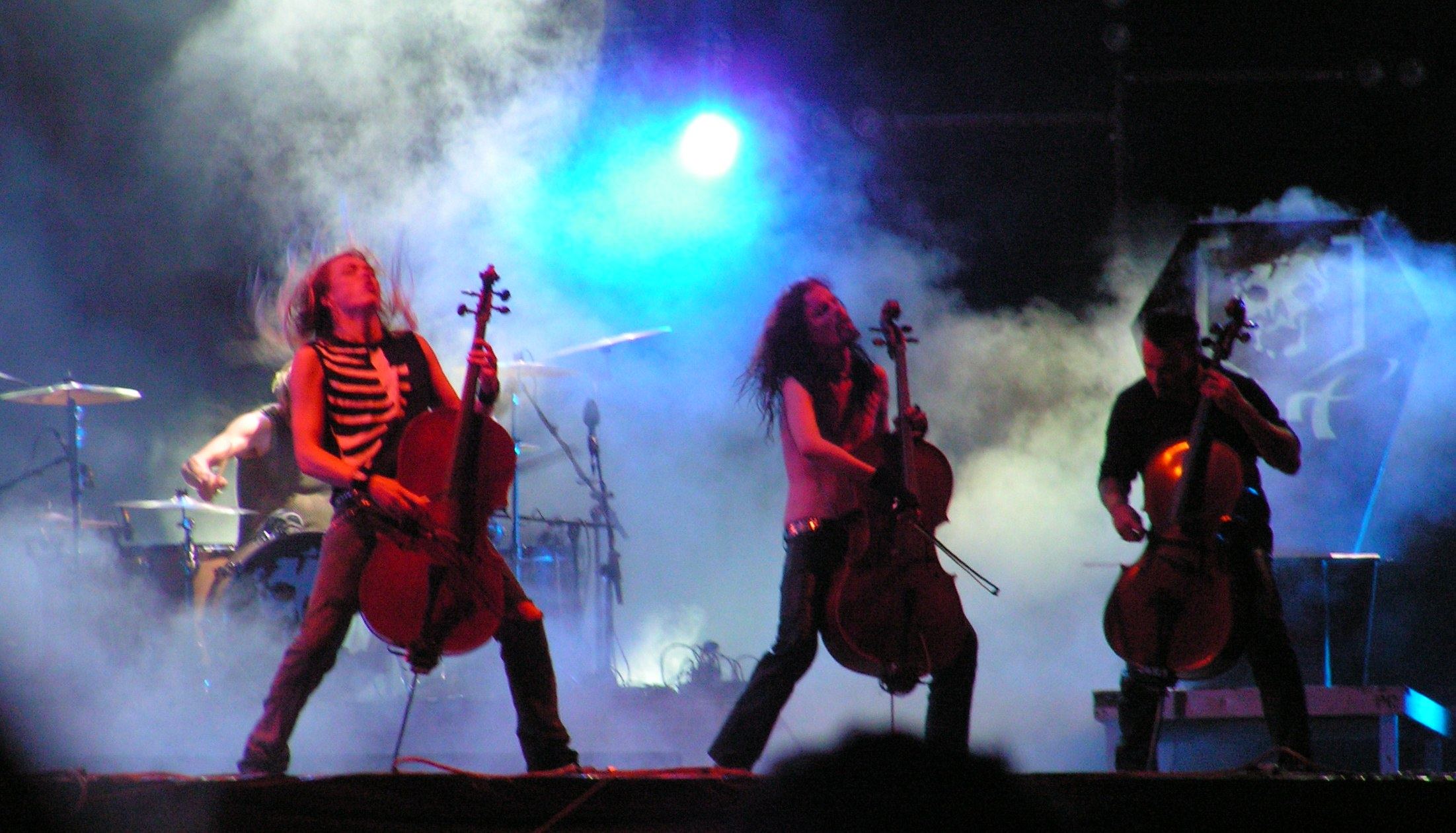
Apocalyptica la Wacken Open Air 2005

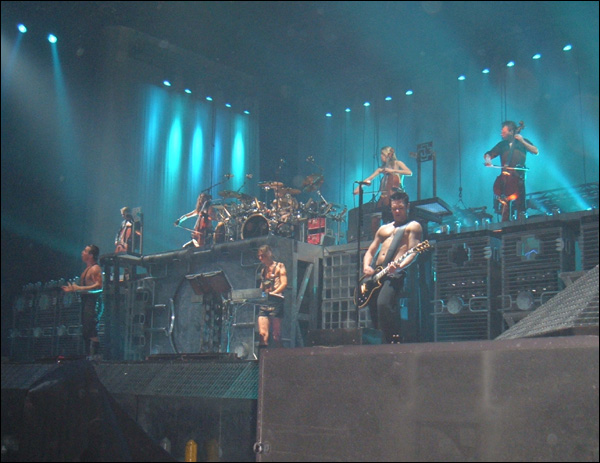
Apocalyptica și Rammstein în Milano, 2005

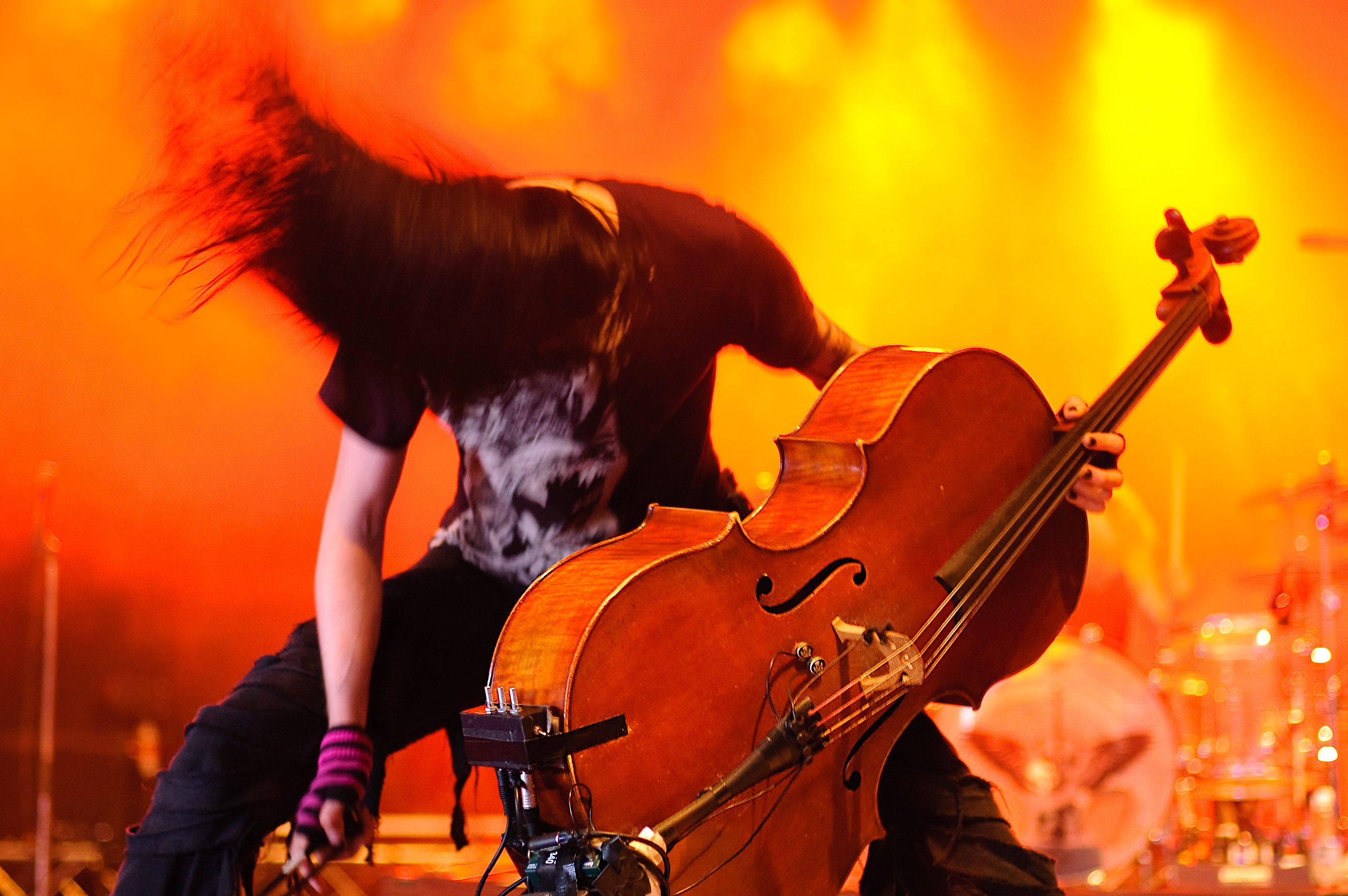
Perttu Kivilaakso la festivalul Ilosaarirock 2009

- 1996: Plays Metallica by Four Cellos
- 1998: Inquisition Symphony
- 2000: Cult
- 2002: Best of Apocalyptica (doar în Japonia)
- 2003: Reflections
- 2005: Apocalyptica
- 2006: Amplified // A Decade of Reinventing the Cello
- 2007: Worlds Collide
- 2010: 7th Symphony
- 2013: Wagner Reloaded (Live in Leipzig)
- 2015: Shadowmaker
- 2020: Cell-0
- 2024: Plays Metallica Vol. 2